# Psychomyia kuranishi
Psychomyia kuranishi är en nattsländeart som beskrevs av Schmid 1997. Psychomyia kuranishi ingår i släktet Psychomyia och familjen tunnelnattsländor. Inga underarter finns listade i Catalogue of Life.